# Nazario Martín
Nazario Martín León (Madrid, 25 de marzo de 1956) es un químico, catedrático universitario e investigador español, miembro de prestigiosas sociedades científicas, que ha destacado por sus investigaciones en la química del carbono.

## Biografía
Licenciado en Ciencias Químicas por la Universidad Complutense de Madrid, se doctoró en 1984 en la misma universidad y realizó la estancia postdoctoral en la Universidad alemana de Tubinga. En la actualidad (2015) es catedrático de Química Orgánica de la Complutense y director adjunto del Instituto Madrileño de Estudios Avanzados en Nanociencia (Instituto IMDEA-Nanociencia) de la misma universidad. Ha sido profesor visitante de distintas universidades, entre ellas la Universidad de California en Santa Bárbara y en Los Ángeles en Estados Unidos, y en las de Angers y Estrasburgo en Francia.
Sus investigaciones se han centrado en la química de las nanoestructuras de carbono, materiales para el almacenamiento de energía, desarrollo de sistemas fotosintéticos derivados de fullerenos y nuevos materiales fotovoltáicos, en especial dentro del grupo de investigación que lidera del Instituto IMDEA-Nanociencia de la Complutense madrileña.
Miembro de diversas sociedades científicas como la Real Sociedad Española de Química —donde ha formado parte de la Junta de gobierno, ha sido editor general y presidente—, Real Academia de Doctores de España, miembro del comité ejecutivo de la Fullerenes Divission of the Electrochemical Society, así como de la American Chemical Society, Electrochemical Society (Estados Unidos) y la Royal Society of Chemistry (Reino Unido). En marzo de 2015 fue elegido presidente de la Confederación de Sociedades Científicas de España (COSCE).
Nazario Martín es uno de los científicos españoles más citados en la última década en las publicaciones científicas y autor de más de trescientos artículos en publicaciones especializadas, fue editor general de Anales de Química y asesor de The Journal of Materials Chemistry. En la actualidad es miembro del comité editorial de la revista Chemical Communications (Royal Society) y editor para Europa de Fullerenes, Nanotubes and Carbon Nanostructures. También forma parte del comité asesor de The Journal of Organic Chemistry y ChemSusChem.
Entre sus galardones y reconocimientos se encuentran el Premio Dupont de Ciencia (2007), el Premio Rey Jaime I de Investigación Científica (2012), medalla de oro y premio a la investigación de la RSEQ (2012) el Premio Miguel Catalán (2014) y el Premio Nacional de Investigación Enrique Moles (2020) «por su contribución científica en el área de los materiales moleculares y de nanoformas de carbono, y por las aplicaciones de estas investigaciones en el campo de la electrónica molecular».
En 2015 es nombrado académico correspondiente de la Real Academia de Ciencias Exactas, Físicas y Naturales.
En 2016 recibe el doctorado honoris causa por la  Universidad de Castilla-La Mancha.